# 1980 في مصر
فيما يلي قوائم الأحداث التي وقعت خلال عام 1980 في مصر.

## سياسة

### تعيين في المنصب
- 15 مايو – محمد أنور السادات رئيس الوزراء المصري.

## الأحداث
- 26 فبراير 1980 - التحق سعد مرتضى بإسرائيل كأول سفير مصري بالدولة العبرية، فيما التحق في التاريخ نفسه إلياهو بن إليسار كأول سفير إسرائيلي بالقاهرة، مباشرة بعد قيام الرئيس المصري أنور السادات بزيارة القدس وما تلاها من توقيع اتفاقية كامب ديفيد.[1]

## رياضة
- حلت مصر في المرتبة الرابعة في كأس الأمم الأفريقية 1980 التي اقيمت في نيجيريا.

## أفلام
من الأفلام التي صدرت هذه السنة في مصر:
- 1 يناير – أذكياء لكن أغبياء من إخراج نيازي مصطفى.
- 1 يناير – أين تخبئون الشمس من إخراج عبد الله المصباحي.
- 1 يناير – الباطنية من إخراج حسام الدين مصطفى.
- 1 يناير – الرغبة من إخراج محمد خان.
- 1 يناير – امرأة بلا قيد من إخراج هنري بركات.
- 1 يناير – حبيبي دائما من إخراج حسين كمال.
- 1 يناير – سأعود بلا دموع
- 1 يناير – عصر الحب من إخراج حسن الإمام.
- 1 يناير – غاوي مشاكل من إخراج محمد عبد العزيز.
- 1 يناير – لست شيطانا ولا ملاكا من إخراج هنري بركات.
- 19 سبتمبر – شعبان تحت الصفر من إخراج هنري بركات.

## مواليد

### يناير
- 1 يناير – التوربيني قاتل متسلسل مصري.
- 16 يناير – محمد أبو العلا لاعب كرة قدم مصري.
- 16 يناير – ياسمين عبد العزيز ممثلة مصرية.
- 30 يناير – شيماء الجمال مبارزة بالسيف مصرية.

### مارس
- 1 مارس – إيمان أبو طالب صحفية مصرية.

### أبريل
- 22 أبريل – هاني سعيد لاعب كرة قدم مصري.

### مايو
- 15 مايو – أحمد عيد عبد الملك لاعب كرة قدم مصري.
- 31 مايو – حسام حبيب مغني مصري.

### يونيو
- 19 يونيو – أحمد مكي مغني مصري.

### أغسطس
- 8 أغسطس – رمزي صالح لاعب كرة قدم مصري.
- 12 أغسطس – محمد فضل لاعب كرة قدم مصري.
- 20 أغسطس – أحمد بلال لاعب كرة قدم مصري.

### سبتمبر
- 2 سبتمبر – معتصم سالم لاعب كرة قدم مصري.
- 9 سبتمبر – إيمان أحمد عبدالعاطي
- 24 سبتمبر – محمد عباس لاعب اسكواش مصري.
- 28 سبتمبر – نور السمري ممثلة مصرية.

### أكتوبر
- 8 أكتوبر – شيرين عبد الوهاب مطربة وممثلة مصرية.
- 30 أكتوبر – أحمد السيد لاعب كرة قدم مصري.

### نوفمبر
- 11 نوفمبر – أحمد الفيشاوي ممثل مصري.

### ديسمبر
- 2 ديسمبر – أحمد ماهر سياسي مصري.
- 5 ديسمبر – عمرو عادل لاعب كرة قدم مصري.
- 23 ديسمبر – وائل غنيم عالِم حاسوب مصري.

## وفيات

### فبراير
- 6 فبراير – أومبرتو ريتستانو (مواليد 1913)

### يوليو
- 27 يوليو – رشدي أباظة (مواليد 1926) ممثل مصري.